# غاجيانو
غاجيانو أو غاسجيان هي بلدية في مقاطعة ميلانو في الإقليم الإيطالي لومباردي، وتقع على بعد حوالي 13 كم (8 أميال) جنوب غرب ميلانو. اعتبارًا من 31 ديسمبر 2004، بلغ عدد سكانها 8,360 ومساحتها 26.7 كيلومتر مربع (10.3 ميل2).
تحد غاجيانو البلديات التالية: كوزاغو، سيسليانو، ألبايراتي، تريزانو سول نافيجليو، فيرميزو، زيبيدو سان جياكومو، جودو فيسكونتي، نوفيجليو، روزاتي.
تخدم غاجيانو محطة محطة سكة حديد غاجيانو.

## العلاقات الدولية

### المدن التوأم — المدن الشقيقة
غاجيانو توأمة مع:
- ألبرتيرسا في هنغاريا (منذ عام 1992)

## وصلات خارجية
- الموقع الرسمي